# Sciarada per quattro spie
Sciarada per quattro spie è un film del 1966 diretto da Jacques Deray.

## Trama
Un agente segreto francese va in missione a Vienna per scoprire chi fa il doppio gioco.
Un ufficiale dei servizi segreti francesi, Pascal Fabre (Lino Ventura), viene inviato in missione a Vienna, in Austria, per riportare a Parigi il capo della rete locale, un uomo di nome Margery (Jean Bouise), noto come « le Boiteux ». Anzi, è sospettato dai suoi superiori di essere diventato un doppiogiochista. Se Fabre è stato scelto per la missione, è perché è un vecchio amico del sospettato. Deve prima « a titolo personale », stabilire un contatto con lui. Tuttavia, la sera dell'arrivo di Fabre nella capitale austriaca, l'agente di contatto intermediario rimase ucciso in un incidente alquanto sospetto.
Mentre Fabre aspetta Margery in un bar, chiama per dirle di andare. Fabre capisce che il caso è più complicato di quanto sembrasse. Fabre finisce per trovare il nascondiglio di Margery, prigioniera di agenti che perquisiscono l'appartamento. Fabre uccide gli agenti. Margery confessa quindi che la sua vecchia amica è spietatamente inseguita da un certo Chalieff e dalla sua misteriosa organizzazione. Gli afferma chiaramente che non è in nessun caso diventato un doppiogiochista, ma che d'altra parte ha deciso di ritirarsi e andarsene. Quello che sta attento a non ammettergli è che sta ancora aspettando i file, prima che possa sparire

## Critica
«intreccio complicatissimo e un buon cast. Lo stile di Deray non è personale ma ha una certa tenuta.» ** 